# Rigoroso
Rigoroso is een plaats (frazione) in de Italiaanse gemeente Arquata Scrivia.